# Geografia da Nicarágua
A Nicarágua é a maior das repúblicas da América Central, ao sul do México, situada entre o Caribe e o Pacífico. 

## Geografia
A área da Nicarágua é de 130 682 km². É o mais vasto dos países da América central e encontra-se dividido em três grandes zonas geográficas.
Ao centro encontram-se elevadas as terras nicaraguenses, de uma altitude média de 600 m e recortados está oeste por pelas várias dorsais montanhosas, sendo que a Cordilheira Isabelia, excede 2000 m.
A oeste encontra-se o fosso tectónico, que protege o lago Nicarágua, situado a 31 m de altitude, o maior da América Central, e o lago Manágua (39 m de altitude), ambos ligados pelo rio Tipitapa.
A vertente pacífica é a segunda região natural da Nicarágua, constituída por uma cordilheira vulcânica que faz desta região uma zona cheia de riscos, com vários vulcões - o Chonco, o San Cristóbal (Chinandega), que culmina a 1745 m, e o Cosiguïna, situado sobre o golfo de Fonseca ao norte do país estão com efeito sempre em atividade. Este vulcanismo e sismicidade intensos provocaram frequentes catástrofes; em 1972, a capital Manágua assim foi destruída a 70% por um tremor de terra.
A leste por último, estende-se o Moskitia, grande planície costeira que dá sobre o mar das Caraíbas. Conhecida sob o nome de costa do Mosquitos e parcialmente coberta pela floresta tropical, estende-se por 72 km terra adentro. Quatro dos principais rios do país — o rio San Juan, o rio Coco, o rio Grande e o rio Escondido — lançam-se no mar das Caraíbas.

## Hidrografia
Há montanhas vulcânicas ativas paralelas à costa ocidental. O sul é dominado pelos lagos Manágua e Nicarágua.

## Clima
O clima é tropical, com chuvas em maio e outubro. A agricultura é a principal atividade econômica, com algodão, café, cana-de-açúcar e frutas como principais exportações. São extraídos ouro, prata e cobre.